# Gimont
Gimont is een gemeente in het Franse departement Gers (regio Occitanie). De gemeente telde 3.110 inwoners op 1 januari 2022. De plaats maakt deel uit van het arrondissement Auch.
Gimont is bekend om zijn foie gras en zijn Marché au gras (ganzenmarkt). Er is een klein ganzen- en eendenmuseum.

## Bezienswaardigheden
Boven op de heuvel waarop Gimont gelegen is staat de 14e-eeuwse kerk Notre Dame met haar hoge toren. Het timpaan boven de ingang is 19e-eeuws en van de lokale beeldhouwer Antonin Carlès. Er zijn een overdekte open markt, duiventorens van de voormalige abdij en vakwerkhuizen in het centrum.

### Musea
- Musée archéologique et paléontologique
- Musée de la vie rurale d’autrefois
- Petit Musée de l’Oie et du Canard

### Afbeeldingen

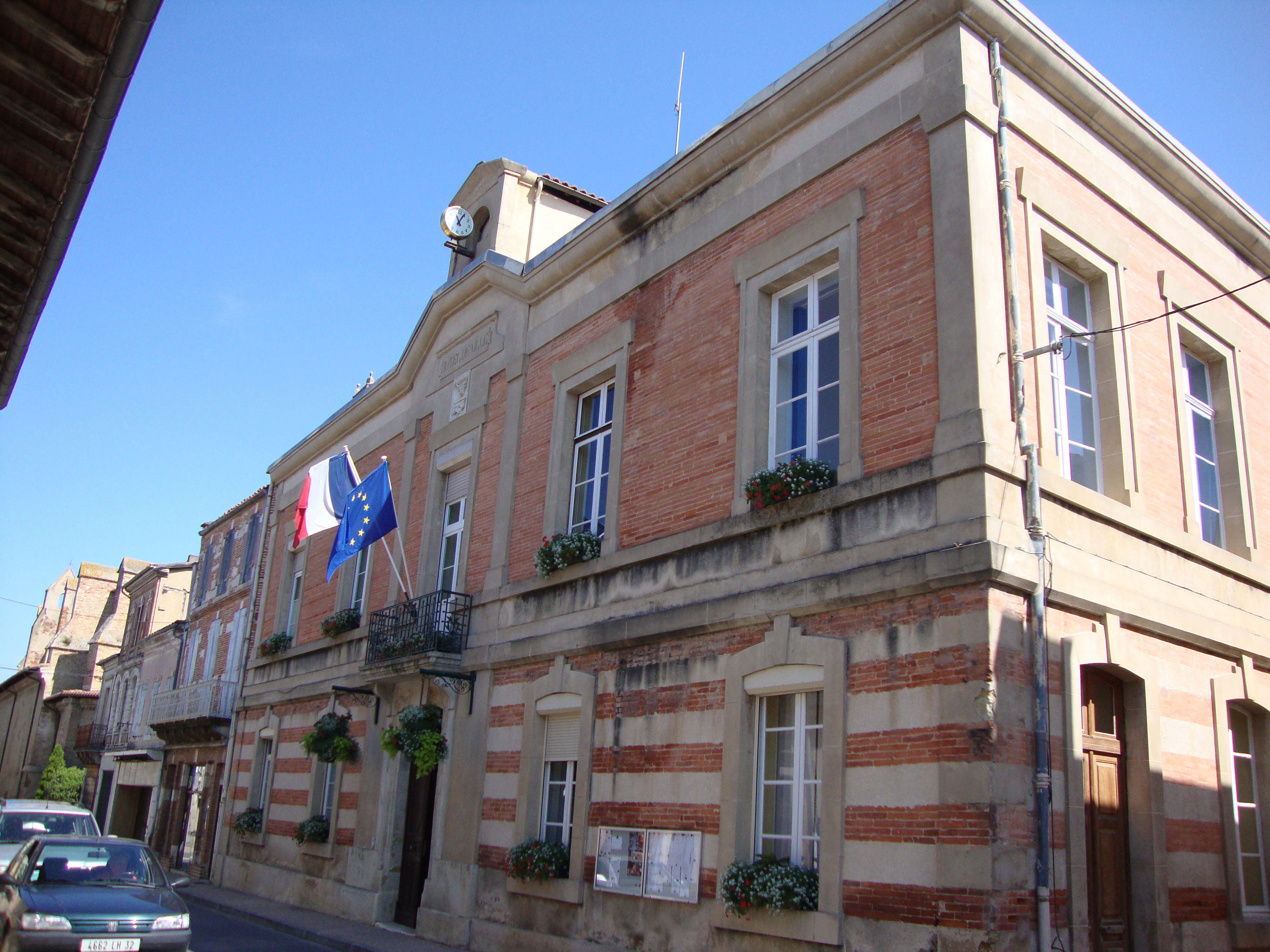
Gemeentehuis
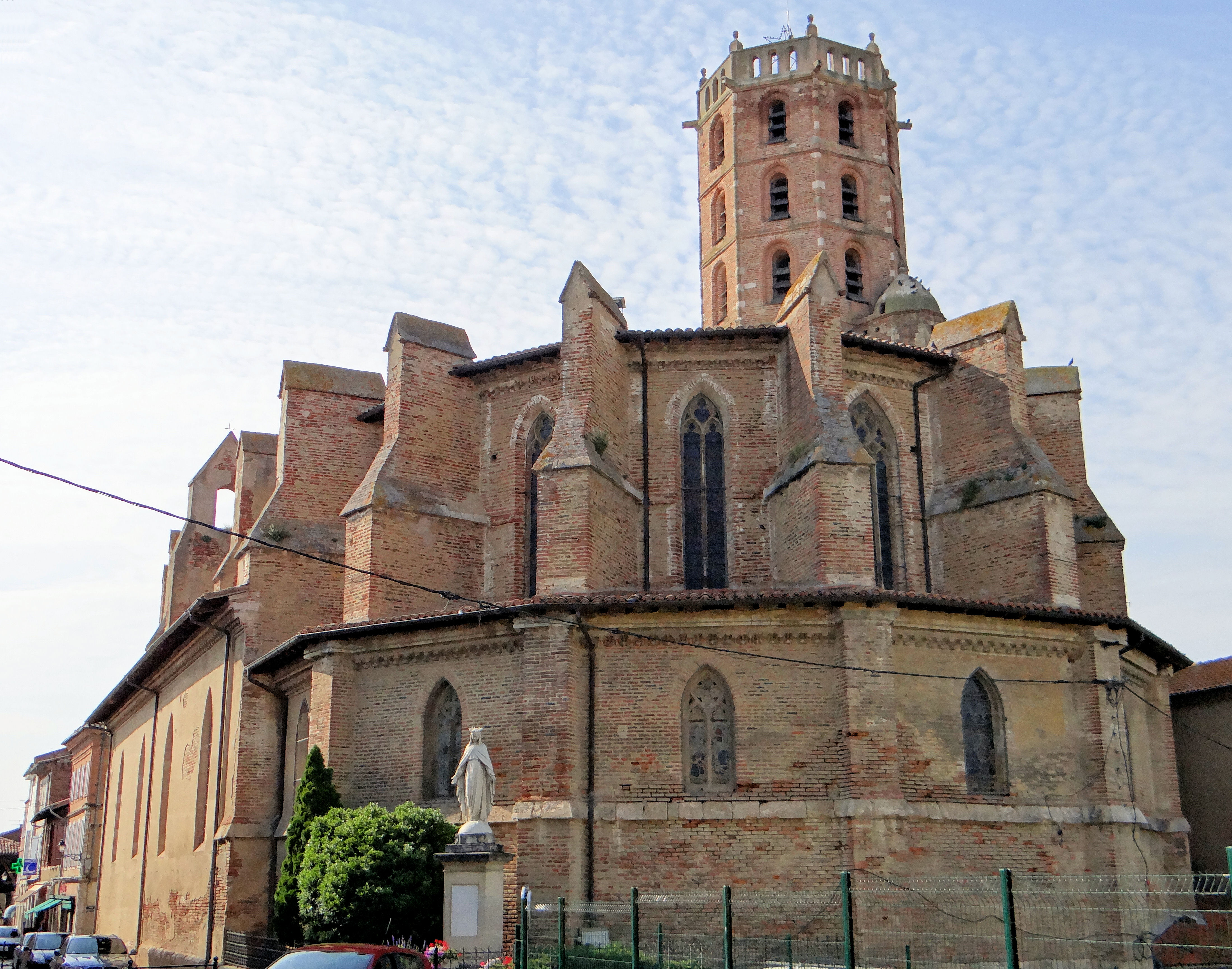
Église Notre-Dame-de-l'Assomption
Église Notre-Dame-de-l'Assomption (interieur)
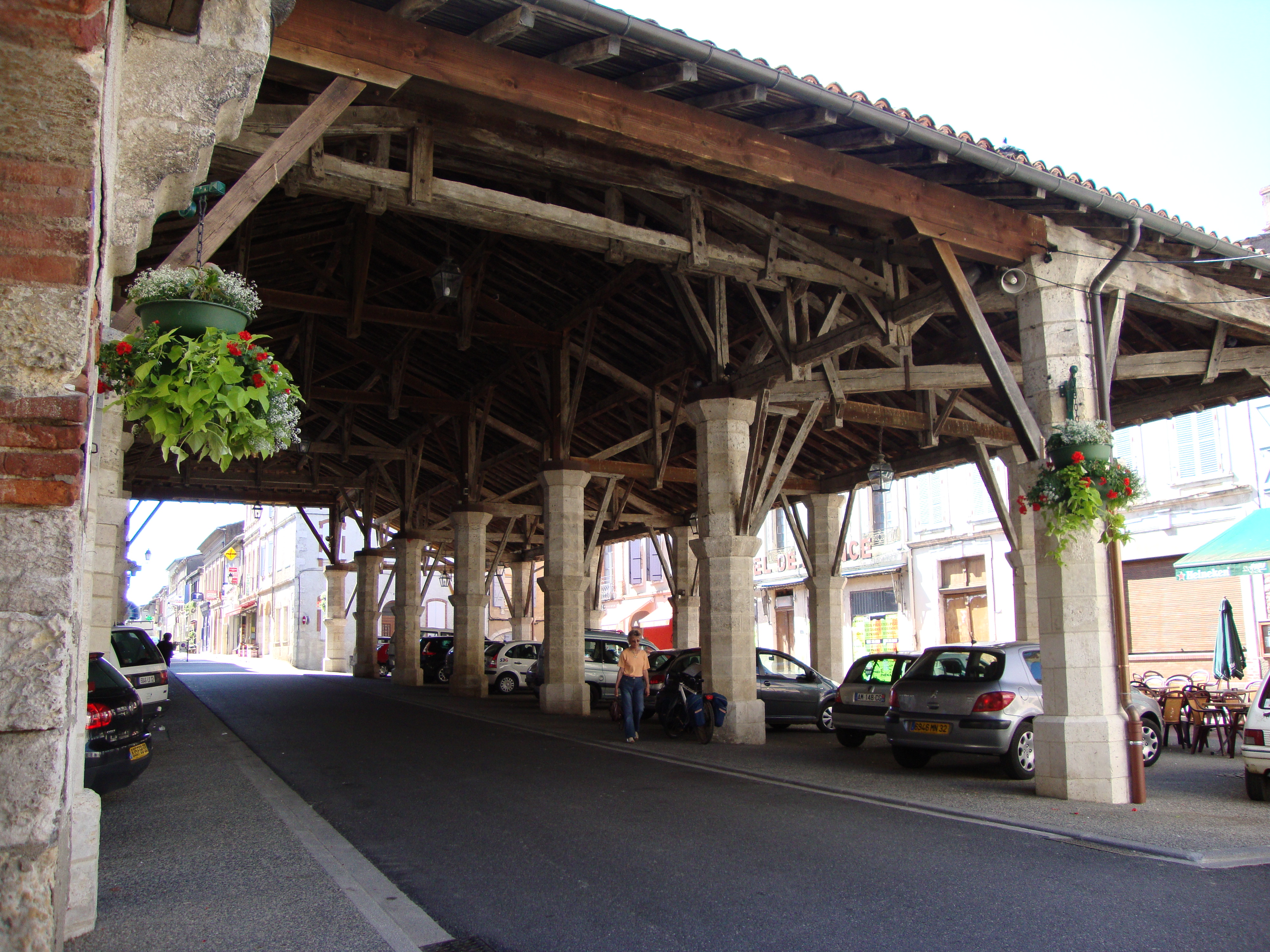
Markthal
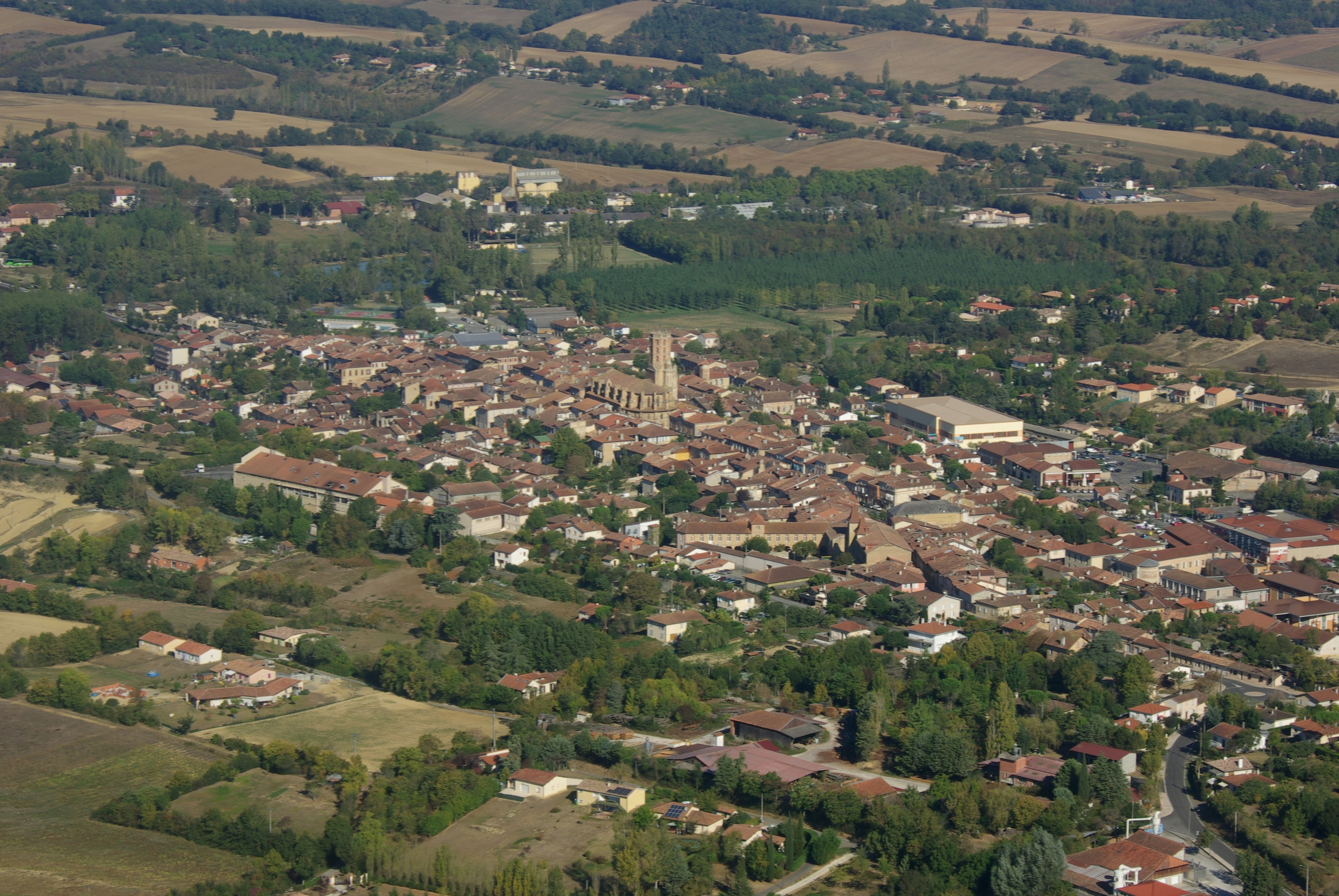
Gimont vanuit de lucht

## Geschiedenis
Gimont werd gesticht als een bastide in 1265 door de cisterciënzer Abdij van Planselve. Deze abdij lag op het grondgebied van de huidige gemeente. Ze werd gesticht in 1143 en werd afgeschaft tijdens de Franse Revolutie.

## Geografie
De oppervlakte van Gimont bedroeg op 1 januari 2022 27,58 vierkante kilometer; de bevolkingsdichtheid was toen 112,8 inwoners per km².
De gemeente ligt aan de rivier de Gimone in een licht glooiend landschap en is omringd door meertjes. De wegen N124 en de D12 kruisen in het dorp.
De onderstaande kaart toont de ligging van Gimont met de belangrijkste infrastructuur en aangrenzende gemeenten.

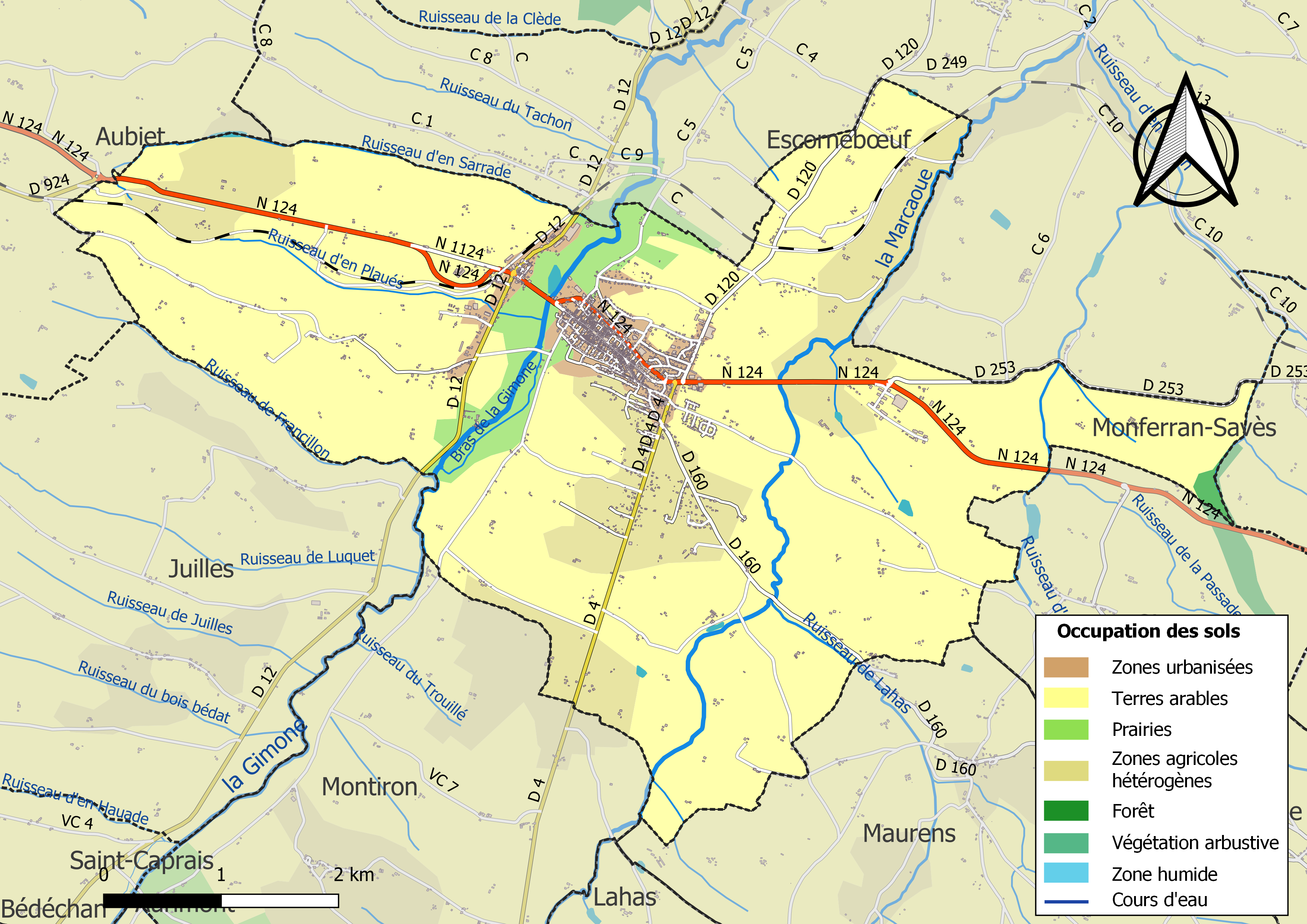

## Demografie
Onderstaande figuur toont het verloop van het inwonertal (bron: INSEE-tellingen).

## Voorzieningen
De gemeente heeft vele voorzieningen, waaronder een ziekenhuis. In de wijk Cahuzac ligt het spoorwegstation Gimont-Cahuzac. Bij Gimont is er een motorcrossbaan.